# Vườn quốc gia biển Fernando de Noronha
Vườn quốc gia biển Fernando de Noronha (tiếng Bồ Đào Nha: Parque Nacional Marinho de Fernando de Noronha) là một vườn quốc gia nằm tại tiểu bang Pernambuco, Brasil.

## Vị trí
Vườn quốc gia này nằm trên một phần của đảo Fernando de Noronha, một đô thị của Pernambuco. Nó có diện tích là 10.927,64 hécta (27.002,8 mẫu Anh). Khu vực bảo vệ môi trường Fernando de Noronha bao gồm các phần đô thị của đảo Fernando de Noronha trong khi vườn quốc gia bảo vệ các khu vực tự nhiên còn lại. Khu vực này bao gồm một phần mở rộng trên đại dương đến tận Quần đảo São Pedro và São Paulo, cũng là một phần của vườn quốc gia.
Vườn quốc gia Fernando de Noronha được thành lập theo nghị định liên bang 96.693 vào ngày 14 tháng 9 năm 1988. Nó hiện được quản lý bởi Viện Bảo tồn Đa dạng sinh học Chico Mendes (ICMBio) và được phân loại là IUCN loại II (vườn quốc gia). Mục tiêu là bảo tồn một hệ sinh thái tự nhiên có liên quan đến sinh thái và cảnh quan tuyệt vời, hỗ trợ nghiên cứu khoa học, giáo dục môi trường, giải trí ngoài trời và du lịch sinh thái.

## Tự nhiên
Phần lớn thảm thực vật ban đầu của hòn đảo đã bị khai thác khi hòn đảo được sử dụng làm nhà tù, dễ dàng có thể quan sát các tù nhân trốn chạy. Sau đó, các loài không phải thực vật bản địa, đặc biệt là cây hạt lanh được đưa vào để trồng trợt và đã lan rộng vượt quá tầm soát. Thằn lằn được đưa lên đảo trong một nỗ lực không thành công để kiểm soát loài chuột xâm lấn nhưng sau đó thằn lằn cũng trở thành một vấn đề. Bất chấp mục tiêu đã đề ra là phục hồi môi trường, cừu vẫn tiếp tục được nuôi trên đảo.
Vườn quốc gia này là một vùng đất ngập nước có tầm quan trọng quốc tế bởi nó là nhà của nhiều loài chim tự nhiên quý hiếm và đặc hữu như là Đớp ruồi Noronha, chim nhiệt đới, chim nhiệt đới đuôi trắng, hải âu bồ hóng Audubon.